# Turoveț, Jîtomîr
Turoveț (în ucraineană Туровець) este localitatea de reședință a comunei Turoveț din raionul Jîtomîr, regiunea Jîtomîr, Ucraina.

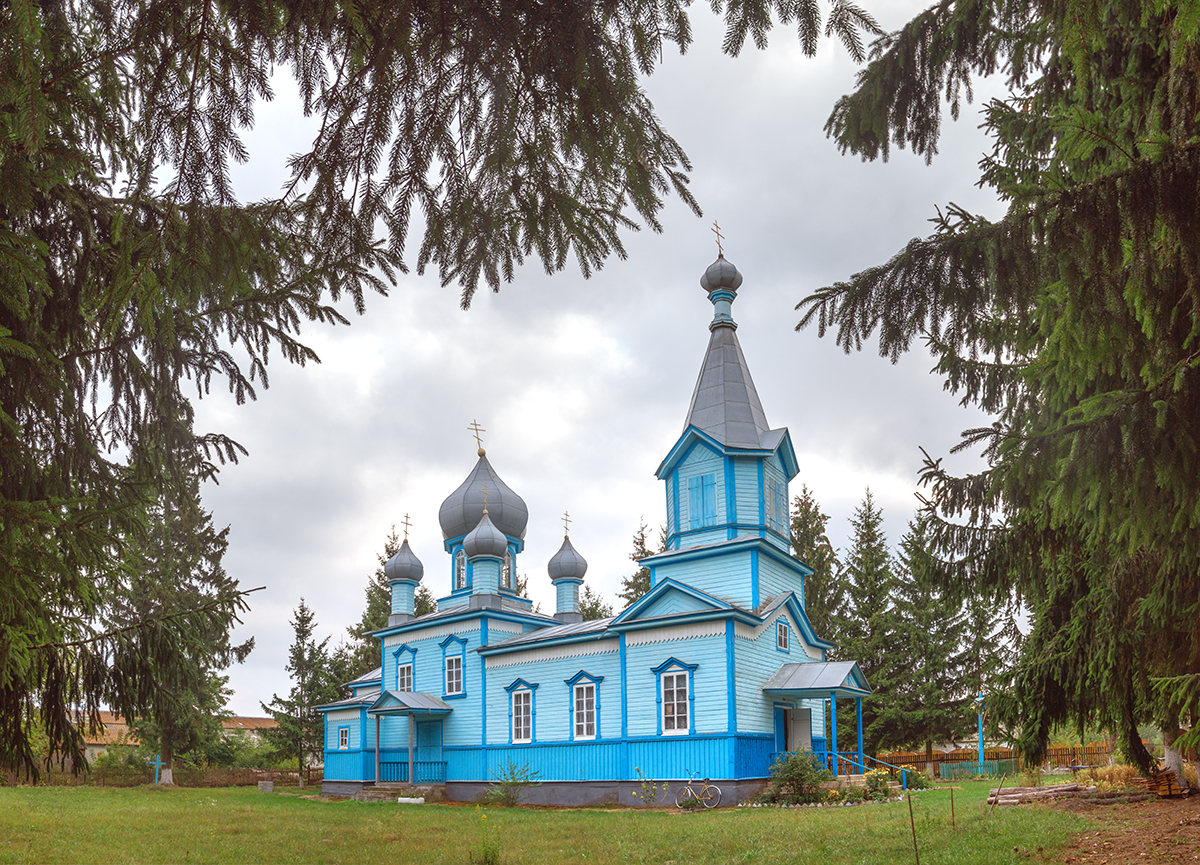

## Demografie
Componența lingvistică a localității Turoveț
     Ucraineană (97,95%)
     Rusă (1,23%)
Conform recensământului din 2001, majoritatea populației localității Turoveț era vorbitoare de ucraineană (97,95%), existând în minoritate și vorbitori de rusă (1,23%).